# Pitt et Yvès Krüger
Karl, Pitt Krüger (Cologne, le 9 juin 1904 - Prades, le 26 août 1989) et Henriette, Yvès, Krüger, née Fustier (Yvoire, le 9 novembre 1903 - Prades, le 3 janvier 1988) sont deux pédagogues, fondateurs et directeurs du Centre éducatif de la Coûme, à Mosset dans le département français des Pyrénées-Orientales.

## Jeunesse (1903-1929)
Henriette, Yvès Fustier naît à Yvoire, dans le département français de Haute-Savoie, le 9 novembre 1903. Alors qu'elle n'est qu'une jeune enfant, ses parents meurent dans un accident de voiture. Yvès est placée dans un orphelinat à Genève, de même que son frère. Après ses études, Yvès Fustier travaille comme secrétaire et préceptrice, puis donne des cours de français en Prusse. Elle est alors conquise par la pédagogie Montessori, une méthode d'enseignement ouverte favorisant l'autonomie de l'enfant.
C'est dans une famille de blanchisseurs de Cologne que naît Karl, Pitt Krüger le 9 juin 1904. Il suit une formation d'instituteur à Brühl, près de Cologne et est participe activement aux Wandervogel, un mouvement de jeunesse organisant des randonnées et des activités de groupe. Il est également militant social-démocrate et engagé dans diverses associations tentant de renouveler l'enseignement. Après un premier poste en Rhénanie, il s'installe en 1926 à Potsdam, près de Berlin, où il obtient un poste dans une école publique.
Yvès Fustier et Pitt Krüger se rencontrent en 1929 à Potsdam, où ils se marient le 17 mai 1929.

## Face au nazisme

### La vie en Allemagne (1929-1933)
De l'union d'Yvès et Pitt naît une fille, Jamine, à Potsdam en 1930.
Le couple Krüger participe à la vie culturelle de Potsdam à travers diverses association. Ils organisent des spectacles de théâtre et de chant, montent une chorale. Pitt est très tôt un militant anti-nazi.
Après l'accession au pouvoir du chancelier Hitler, Pitt Krüger est révoqué de son poste d'enseignant dès le 5 mars 1933, ce qui en fait l'un des tout premiers opposants au nazisme renvoyé d'un poste public par le nouveau pouvoir. La situation financière de la famille devient très difficile. Ils sont contraints de camper dans la forêt tout le printemps et l'été suivants, bénéficiant cependant de l'aide de leurs amis, notamment des quakers locaux qui, par l'intermédiaire d'autres quakers britanniques, conseillent aux Krüger de s'exiler en France pour monter un centre éducatif. En septembre, Pitt Krüger parvient, grâce à l'aide d'un ami policier, à obtenir un visa pour la France où Yvès le rejoint en novembre.

### Installation à Mosset et la guerre (1933-1944)
Fin 1933, le couple Krüger s'installe à Mosset, dans les Pyrénées-Orientales. Leur objectif est, avec l'aide de quakers de Perpignan, créer une colonie agricole qui accueillerait des réfugiés allemands.
Pitt Krüger achète un mas abandonné depuis 18 ans, sur une propriété de 75 ha, le mas de la Coûme. Le curé de Mosset héberge le couple Krüger et cinq autres Allemands pendant que ceux-ci rénovent le mas, durant l'hiver 1934. La difficulté des conditions de vie sur place et du terrain - très ingrat, formé en majorité de bois et de maquis - font rapidement abandonner le projet de colonie agricole. Les cinq compagnons du couple Krüger quittent le mas.
À partir de l'été 1934, des étudiants viennent séjourner au mas, qui modifie son activité puis devient une des premières auberges de jeunesse du Sud de la France. En 1936 est créé un camp de travail volontaire pour étudiants, qui participent à la rénovation du mas, ainsi que l'association les Amis de la Coûme. En 1939, le mas accueillent neuf enfants de réfugiés espagnols, puis en 1940 des réfugiés français et des Juifs étrangers.

Le futur homme politique anglais et chancelier de l'échiquier Denis Healey, né en 1917, fait deux séjours à la Coûme, du 24 juin au 5 juillet 1937 puis une semaine à l'été 1938. Dans ses mémoires, il écrit à propos des Krüger : 

« Ils représentaient tout ce qu'il y avait de meilleur dans l'Allemagne de la république de Weimar. »

### La séparation (1944-1948)
Pendant la guerre, Pitt est brièvement placé en résidence surveillée. Le 1er juillet 1944, il est arrêté par la  Milice. Transféré dans différentes prisons de France puis d'Allemagne, il est recruté de force dans l'armée allemande et se retrouve, fin décembre 1944, à affronter l'avancée des Soviétiques sur Berlin. Blessé, il est soigné à Prague puis de nouveau incorporé et se rend à l'Armée rouge. Incarcéré à Poznań (Pologne) puis Leningrad, il se blesse gravement à une jambe et souffre des conditions de détention. Il est rapatrié en Allemagne le 5 décembre 1947. Après des tracasseries administratives dues à sa nationalité allemande, Pitt finit par gagner Paris le 15 juillet 1948 puis Mosset au mois d'août de la même année, plus de quatre ans après son arrestation, sa santé s'étant durablement dégradé au cours de ce périple.
Après l'arrestation de Pitt, Yvès et les enfants se cachent pendant quatre mois. Fin 1944, le mas reprend ses activités, Yvès, aidée de deux autres femmes, s'occupe de vingt-deux enfants. Le 2 septembre 1945, une grande partie du mas et des récoltes est détruite dans un incendie. Yvès s'engage dans la reconstruction avec l'aide de la fédération des Auberges de jeunesse. Des dons en argent et en matériel affluent de toute la France. C'est en 1944 que la jeune institutrice Yvonne Grangeon vient s'installer à la Coûme, puis en 1945 Gérard Bétoin, ancien cheminot. Ils deviennent partie intégrante de l'équipe de direction du centre éducatif.